# Impuestos de Francia
Los impuestos en Francia están determinados en la votación del presupuesto anual por el Parlamento francés, que determina qué tipos de impuestos (o cuasi-impuestos-) se pueden percibir y cuales tasas deben ser aplicadas.

## Información general
En Francia, los impuestos son recaudados por el gobierno, y recogidos por las administraciones públicas. La "administración pública francesa" se compone de tres instituciones diferentes:
- El gobierno central, es decir, el gobierno nacional o de estado ("l'État") en sentido estricto, además de varios organismos del gobierno central. Posee un presupuesto separado (presupuesto general, cuentas especiales del Tesoro y presupuestos especiales). Recoge la mayor parte de los impuestos.

- Los gobiernos locales, que incluyen organismos con competencia territorial limitada, como las regiones, departamentos y comunas, los establecimientos públicos locales, cámaras de comercio y otras instancias públicas financiadas principalmente por los gobiernos locales. Recogen los siguientes impuestos;

- Impuestos recaudados por la comunas/departamentos/regiones:

- Impuesto sobre los bienes inmuebles (Taxe fonciere): Propietario de un bien.
- Contribución económica territorial :  compuesto por

- Contribución sobre bienes inmuebles de empresas (CFE).
- Contribución sobre valor añadida de empresas (CVAE).

- Derechos de minas.

- Impuestos recaudados por la Comunas/Departamentos.

- Impuesto de habitación (Taxe d’habitation): Ocupante de un bien.

- Impuestos recaudados por la Comunas.

- Impuesto sobre torres eléctricas.

- Otros impuestos facultativos.

- Tasa por Gestión de Residuos domésticos.
- Tasa por limpieza viaria.
- Tasa especial de instalaciones públicas.
- Tasa de aceras.
- Tasa de pavimento de vías.

- Impuestos indirectos de las administraciones locales.

- Tasa urbanística.
- Impuesto sobre Transmisiones Patrimoniales.
- Impuesto sobre remontes.
- Impuesto de importación (solo regiones de ultramar).

- Asociación de seguridad social (ASSO), las organizaciones privadas están dotadas de la misión servidor público (a pesar de que se comportan en gran medida como las administraciones públicas). Su presupuesto se compone de todos los fondos de seguridad social obligatorio (régimen general, regímenes de seguro de desempleo, fondos de jubilación complementaria y fondos de prestaciones sociales, fondos para las profesiones liberales y fondos agrícolas, regímenes especiales de empleados) y organismos financiados para dichos fondos (obras sociales , hospitales del sector público y privado que contribuyen a los servicios hospitalarios públicos y financiados con cargo a una subvención de funcionamiento global). En su mayoría son financiados por las cotizaciones sociales, conseguidas con el único objetivo del bienestar social.

- Datos: Q2112435
- Multimedia: Taxation in France / Q2112435